# Lustre (Dateisystem)
Lustre ist ein paralleles, verteiltes Dateisystem, welches üblicherweise in großen Cluster-Computing-Umgebungen Einsatz findet. Der Name Lustre leitet sich aus Linux und Cluster ab. Lustre ist unter der GNU GPL (nur v2) verfügbar und bietet ein hochperformantes Dateisystem für sowohl kleine wie auch große, über mehrere Standorte verteilte Cluster.
Da Lustre besonders auf hohe Leistungsfähigkeit ausgerichtet ist und unter einer freien Lizenz steht, wird es oft im Umfeld von Supercomputern genutzt. 2012 setzten 15 der TOP30-Supercomputer auf das Lustre-Dateisystem, inklusive des ehemals weltschnellsten TOP500-Supercomputers, des Titan.
Lustre-Dateisysteme sind skalierbar und unterstützen mehrere tausend Client-Systeme, mehrere Petabyte (PB) Speicherplatz und hunderte Gigabyte pro Sekunde (GB/s) gebündelter Schreib-/Lese-Last. Dies macht Lustre zu einer beliebten Wahl für z. B. große Rechenzentren wie bei Internet-Service-Providern, Finanzdienstleistern oder für die Öl- und Gas-Industrie.
Mit Linux-Kernel 4.17 wurde Lustre aus dem Staging-Bereich des Kernels entfernt, nachdem es nicht gelungen war, deutliche Qualitätsverbesserungen in den Kernel einzupflegen. Die Weiterentwicklung erfolgt nun – wie schon teilweise zuvor – außerhalb des Kernels.